# Marliese Köster
Marliese Köster (* 30. Juli 1944 in Germersheim) ist eine deutsche Politikerin (CDU).

## Leben und Beruf
Köster studierte auf das Lehramt und wurde Lehrerin. Ab 1970 war sie in Ludwigshafen am Rhein tätig und wurde dort Rektorin der Ernst-Reuter-Hauptschule. Sie ist Vorsitzende des Deutschen Allergie- und Asthmabundes.

## Politik
1981 trat Köster der CDU bei und wurde drei Jahre später in den Stadtrat von Ludwigshafen am Rhein gewählt. Von 1984 bis 1987 war sie Abgeordnete des rheinland-pfälzischen Landtags. 1990 wurde sie zur stellvertretenden Vorsitzenden der CDU Ludwigshafen gewählt. Darüber hinaus war sie Kreis- und Bezirksvorsitzende der Frauen-Union.